# Suất đội
Suất đội (chữ Hán: 率隊, tiếng Anh: Lieutenant / Second Lieutenant), là một chức quan võ được đặt ra vào thời Nguyễn.  Suất đội thật ra gồm 2 chức.  Chức Chánh suất đội chỉ huy đội và Phó suất đội phụ tá.
Thời Nguyễn, đơn vị binh bị nhỏ nhất gọi là ngũ gồm năm người có ngũ trưởng đứng đầu. Hai ngũ là một thập, tức 10 người có cai (tức Suất thập) chỉ huy. Năm thập là một đội, tức 50 lính.  Một đội có Chánh suất đội chỉ huy và Phó suất đội phụ tá.  Chức trên của Chánh suất đội là Cai đội.
Về phẩm tước, thời Nguyễn, Suất đội trật Chánh lục phẩm.   Chức Chánh suất đội tương tự chức Trung úy (tiếng Anh: Lieutenant) và chức Phó suất đội tương tự chức Thiếu úy (tiếng Anh: Second Lieutenant) tại Tây phương ngày nay.
Về cấp bậc, thời Nguyễn, Suất đội cao hơn Suất thập và thấp hơn Cai đội.
Về số quân, thời Nguyễn, Cai đội, với sự phụ tá của Chánh suất đội và Phó suất đội chỉ huy một đội gồm 10 thập, khoảng 50 lính.